# Ginman/Jørgensen (album)
Ginman/Jørgensen er debutalbummet af den danske jazzbassist Lennart Ginman og sanger Steen Jørgensen, under navnet Ginman/Jørgensen. Albummet blev udgivet den 4. november 1998 på Columbia Records. Det vandt prisen som Årets danske album ved Danish Music Awards, mens Ginman blev Årets danske producer.
Samarbejdet mellem Ginman og Jørgensen opstod efter Ginman havde komponerede musik han mente passede til Steen Jørgensens stemme: "Jeg kendte ikke Steen, men jeg har altid været stor Sort Sol fan, og da jeg havde lavet noget af den her musik, ringede jeg simpelthen til ham og bad ham komme og høre det, for jeg var sikker på, det lige var noget for ham". Ifølge Ginman var det vigtigt for dem begge at undgå at lave en "jazzplade med rocksanger", og derfor brugte de to år på at skabe deres egen lyd.
Om albummet har Steen Jørgensen udtalt: "I et par år har jeg haft lyst til at rendyrke min stemme i en sammenhæng med mere plads og ro. I Sort Sol kan det altid komme på tale at spille et stille nummer, men jeg har godt kunnet tænke mig at arbejde med ballader i lange forløb".
I januar 1999 havde albummet solgt 7000 eksemplarer.

## Spor
Alt tekst skrevet af Steen Jørgensen, alt musik komponeret af Lennart Ginman.
| #   | Titel                       | Længde |
| --- | --------------------------- | ------ |
| 1.  | "Copenhagen Dream Box"      | 7:33   |
| 2.  | "Get Me to the World"       | 6:01   |
| 3.  | "Driftin'"                  | 6:00   |
| 4.  | "New Shake Coming"          | 5:35   |
| 5.  | "Lovers Waltz"              | 6:19   |
| 6.  | "We"                        | 0:37   |
| 7.  | "Apollo's Child"            | 5:21   |
| 8.  | "Bringing It All Back Home" | 6:10   |
| 9.  | "Dr. Cale"                  | 5:43   |
| 10. | "The Chambersville Mystery" | 6:02   |